# Jack Evans (hockey sur glace)
Pour les articles homonymes, voir Jack Evans (homonymie) et Evans.
William John Trevor Evans, dit Jack Evans, né le 21 avril 1928 à Garnant (Pays de Galles au Royaume-Uni) et mort le 10 novembre 1996 à Manchester (dans l’État du Connecticut aux États-Unis), est un joueur et entraîneur britannique de hockey sur glace.